# آمنة بنت أبان
آمنة بنت أبان من نساء الجاهلية، وقد وُصفت بأنها ذات شجاعة ومَنعة وأن كلمتها مسموعة عند قومها، تزوجها أمية بن عبد شمس فأنجبت لِأُمية: العاص وأبو العاص وأبو العيص والعُويص وَصَفية وتوبة وأروى، وقد دعي أولادها الذُكور بالأعياص، وبعد وفاة أمية، تزوجها عدس بن جعدة بن كعب من هوازن فولدت له قيس أبو النابغة الجعدي.
وفيها يقول النابغة الجعدي: